# Кијоо Канда
Кијоо Канда (? — 9. мај 1970) био је јапански фудбалер.

## Каријера
Током каријере је играо за Осака.

## Репрезентација
За репрезентацију Јапана дебитовао је 1923. године. За тај тим је одиграо 4 утакмице.

## Статистика
| Јапан  | Јапан   | Јапан  |
| Година | Наступи | Голови |
| ------ | ------- | ------ |
| 1923.  | 2       | 0      |
| 1924.  | 0       | 0      |
| 1925.  | 2       | 0      |
| Укупно | 4       | 0      |